# Encarnación Redondo Jiménez
Encarnación Redondo Jiménez, née le 18 avril 1944 à Molinos de Razón, est une femme politique espagnole.
Membre du Parti populaire, elle est maire de Soria de 2003 à 2007 et siège au Parlement européen de 1994 à 2004.